# Cyclisme aux Jeux olympiques d'été de 1988
Navigation
Los Angeles 1984 Barcelone 1992
Aux Jeux olympiques d'été de 1988, il existe deux disciplines de cyclisme : le cyclisme sur piste, le cyclisme sur route.

## Résultats

### Hommes
| Podiums                             | |                                                                                              |                                                                                   |
| Route                               | |                                                                                              |                                                                                   |
| Course en ligne                     | Olaf Ludwig Allemagne de l'Est                                                                             | Bernd Gröne Allemagne de l'Ouest                                                             | Christian Henn Allemagne de l'Ouest                                               |
| 100 km contre-la-montre par équipes | Allemagne de l'Est Jan Schur Uwe Ampler Mario Kummer Maik Landsmann                                        | Pologne Andrzej Sypytkowski Joachim Halupczok Zenon Jaskuła Marek Leśniewski                 | Suède Michel Lafis Anders Jarl Björn Johansson Jan Karlsson                       |
| Piste                               | |                                                                                              |                                                                                   |
| Kilomètre                           | Alexandre Kiritchenko Union soviétique                                                                     | Martin Vinnicombe Australie                                                                  | Robert Lechner Allemagne de l'Ouest                                               |
| Vitesse individuelle                | Lutz Heßlich Allemagne de l'Est                                                                            | Nikolaï Kovch Union soviétique                                                               | Gary Neiwand Australie                                                            |
| Poursuite individuelle              | Gintautas Umaras Union soviétique                                                                          | Dean Woods Australie                                                                         | Bernd Dittert Allemagne de l'Est                                                  |
| Poursuite par équipes               | Union soviétique Viatcheslav Ekimov Artūras Kasputis Dmitri Nelyubin Gintautas Umaras Mindaugas Umaras (q) | Allemagne de l'Est Carsten Wolf Steffen Blochwitz Roland Hennig Dirk Meier Uwe Preissler (q) | Australie Dean Woods Brett Dutton Wayne McCarny Stephen McGlede Scott McGrory (q) |
| Course aux points                   | Dan Frost Danemark                                                                                         | Leo Peelen Pays-Bas                                                                          | Marat Ganeïev Union soviétique                                                    |

### Femmes
| Podiums              |                                |                                         |                                   |
| Route                |                                |                                         |                                   |
| Course en ligne      | Monique Knol Pays-Bas          | Jutta Niehaus Allemagne de l'Ouest      | Laima Zilporite Union soviétique  |
| Piste                |                                |                                         |                                   |
| Vitesse individuelle | Erika Salumäe Union soviétique | Christa Rothenburger Allemagne de l'Est | Connie Parakevin-Young États-Unis |

## Tableau des médailles
| Rang | Nation               | Or | Argent | Bronze | Total |
| ---- | -------------------- | -- | ------ | ------ | ----- |
| 1    | Union soviétique     | 4  | 1      | 2      | 7     |
| 2    | Allemagne de l'Est   | 3  | 2      | 1      | 6     |
| 3    | Pays-Bas             | 1  | 1      | 0      | 2     |
| 4    | Danemark             | 1  | 0      | 0      | 1     |
| 5    | Australie            | 0  | 2      | 2      | 4     |
| 5    | Allemagne de l'Ouest | 0  | 2      | 2      | 4     |
| 7    | Pologne              | 0  | 1      | 0      | 1     |
| 8    | Suède                | 0  | 0      | 1      | 1     |
| 8    | États-Unis           | 0  | 0      | 1      | 1     |